# Intertel
Intertel (dříve International Legion of Intelligence) je společnost lidí s vysokým IQ, která byla založena v roce 1966. Je otevřena těm, kteří dosáhli 99. percentilu nebo více (horní 1 %) v jednom z různých standardizovaných testů inteligence. Její požadavky na přijetí jsou přísnější a exkluzivnější než u Mensy.

## Historie a cíle
Intertel byl založen v roce 1966 Ralphem Hainesem po vzoru Rolanda Berrilla a Lancelota Warea (zakladatelů Mensy), kteří chtěli vytvořit sdružení přizpůsobené potřebám nadaných bez jakéhokoli specifického omezení pro přijetí (s výjimkou minimálního IQ). Intertel se tak stal po Mense druhou nejstarší organizací tohoto druhu.
Organizace má tři cíle, které jsou uvedeny v jejích stanovách:
- Povzbuzování smysluplného a trvalého intelektuálního společenství.
- Podpora výměny názorů na jakákoli témata mezi osobami s prokazatelně vysokou inteligencí z celého světa.
- Napomáhání výzkumu v otázkách týkajících se vysoké inteligence.

## Organizace a aktivity
Společnost Intertel je rozdělena do sedmi regionů, z nichž většina se nachází v Severní Americe. Region VI, známý také jako International, zahrnuje členy ze zbytku světa. Na celém světě má více než 1 700 členů (od června 2024) ve více než 40 zemích, z toho přibližně 140 v německy mluvících zemích a několik stovek mimo Severní Ameriku. Všichni členové mohou přispívat do časopisu Integra, který vydává Intertel desetkrát ročně. Kromě toho jsou pravidelně vydávány regionální zpravodaje a mnoho členů si dopisuje e-mailem nebo prostřednictvím různých internetových fór. Každé léto se koná mezinárodní výroční valná hromada (v roce 2023 v Praze) a jednotlivé regiony organizují místní společenské aktivity, ať už osobní, nebo na dálku.
V souladu s jedním z cílů uvedených v jeho stanovách se členové Intertelu podílejí také na výzkumu vysoké inteligence.
V roce 1978 Intertel založil mezinárodní „Hollingworthovu cenu“ na památku psycholožky Lety Stetter Hollingworthové (1886–1939), která se specializovala na výzkum nadaných dětí. Tato cena byla každoročně udělována nejméně do roku 1993, nejprve sponzorována společností Intertel a poté nadací Intertel Foundation.

## Významní bývalí a současní členové
- Jacob Barnett – americký astrofyzik a zázračné dítě
- Ronald K. Hoeflin – americký filozof
- Taibi Kahler – tvůrce modelu procesní komunikace
- Grover Krantz – americký biologický antropolog a kryptozoolog
- Gert Mittring – německý mentální kalkulátor
- Ellen Muth – americká herečka
- Walter Penney – americký matematik a kryptoanalytik
- Robert Prechter – americký finanční autor a analytik
- Ginny Ruffner – americká sklářská výtvarnice
- E. Lee Spence – americký podmořský archeolog
- Cícero Moraes – brazilský 3D designér, sochař, vytváří rekonstrukce hlav nebo jejich částí podle skeletu.